# عدد جادویی هفت، به‌علاوه یا منهای دو
عدد جادویی هفت، بعلاوه یا منهای دو: برخی محدودیت‌های ظرفیت پردازش اطلاعات ما (به انگلیسی: The Magical Number Seven, Plus or Minus Two: Some Limits on Our Capacity for Processing Information) عنوان مقاله‌ای است از جرج آ. میلر که از پایه‌های اصلی روانشناسی شناختی نوین به‌شمار می‌آید. میلر در این مقاله بیان می‌کند که ‎۷±۲ تعداد قطعه‌هایی از اطلاعات است که یک فرد عادی می‌تواند در حافظهٔ کوتاه‌مدت خود ذخیره کند. این پدیده به عنوان قانون میلر شهرت دارد.
مطالعات بعدی نشان می‌دهد که ظرفیت حافظهٔ کوتاه‌مدت انسان یک عدد ثابت بر حسب قطعه نیست و این مقدار برای رقم‌ها، حروف و واژه‌ها بین هفت تا پنج تغییر می‌کند و حتی در میان خود این موارد هم مقدار ثابتی ندارد. ظرفیت ذخیره‌سازی، همبستگی زیادی با مدت‌زمان لازم برای بیان اطلاعات به صورت گفتاری دارد. این ظرفیت به عوامل گوناگون دیگری نیز بستگی دارد.